# Coua
Coua es un género de aves cuculiformes de la familia Cuculidae conocidas comúnmente con el nombre de cúas, todas ellas endémicas de Madagascar e islas circundantes.

## Especies
Se conocen 10 especies de Coua, una de ellas extinta a principios del siglo XIX:
- Coua cursor - cúa corredor;
- Coua gigas - cúa gigante;
- Coua delalandei † - cúa de Delalande;
- Coua coquereli - cúa de Coquerel;
- Coua serriana - cúa pechirrojo;
- Coua reynaudii - cúa frentirrojo;
- Coua ruficeps - cúa capirrojo;
- Coua cristata - cúa crestado;
- Coua verreauxi - cúa de Verreaux;
- Coua caerulea - cúa de azul.